# Дім дракона
«Дім дракона» (англ. «House of the Dragon») — телесеріал-приквел до серіалу «Гра престолів». Показує події, що відбувалися за 200 років до описаних у оригінальному телесеріалі, а саме — розквіт Дому Таргарієнів. Сценарій написаний Раяном Конделом на основі книги Джорджа Мартіна «Вогонь і кров». Окрім Мартіна та Кондела виконавчим продюсером також став Мігель Сапочник. Перший сезон складається з 10 серій. Прем'єра відбулася 21 серпня 2022 року.
26 серпня 2022 року, менше ніж за тиждень після прем'єри, серіал продовжили на другий сезон.

## Історія
HBO працювало над щонайменше п'ятьма сценаріями до серіалу. Першим до зйомки було обрано варіант Джейн Голдман із робочим варіантом назви «Bloodmoon», який мав показувати, що відбувалося у Епоху Героїв, тобто за понад тисячу років до відомих подій «Гри престолів». Там повинні були зіграти Наомі Воттс, Джеймі Кемпбелл Бовер і Джорджі Генлі. Але у жовтні 2019 року вже після початку зйомок цей проєкт вирішили закрити.
За неофіційною інформацією, на липень 2020 року йшов кастинг на роль Рейніри Таргарієн, доньки Визеріса I, самопроголошеної королеви Семи Королівств. Вона є єднокровною сестрою короля Ейгона II, проти якого веде війну, що отримала назву «Танець драконів». Рейніра — наїзниця дракона на ім'я Сиракс. Також шукали акторку на роль мачухи Рейніри — Алісенти.

## У ролях
| Актор                   | Роль                                                   |
| ----------------------- | ------------------------------------------------------ |
| Педді Консидайн         | Візеріс І Таргарієн                                    |
| Емма Д'арсі Міллі Алкок | Рейєніра Таргарієн                                     |
| Том Ґлінн-Карні         | Ейгон II Таргарієн                                     |
| Олівія Кук Емілі Кері   | Алісент Гайтауер                                       |
| Ріс Іванс               | Отто Гайтауер                                          |
| Метт Сміт               | Деймон Таргарієн                                       |
| Юен Мітчелл             | Еймонд Таргарієн                                       |
| Стів Туссен             | лорд Корліс Веларіон                                   |
| Єва Бест                | Реніс Таргарієн                                        |
| Фаб'єн Франкель         | сер Крістон Коул                                       |
| Соноя Мідзуно           | Місарія                                                |
| Грем Мактавіш           | сер Гаррольд Вестерлінг                                |
| Джефферсон Холл         | близнюки лорд Джейсон Ланністер, сер Тайленд Ланністер |
| Білл Патерсон           | лорд Лайман Бісбері                                    |
| Нанна Блонделл          | леді Лейна Веларіон                                    |

## Список серій
| № серії | Назва серії                                      | Режисер(и)         | Сценарист(и)                | Оригінальна дата показу | Глядачів U.S. (млн) |
| --- | ------------------------------------------------ | ------------------ | --------------------------- | ----------------------- | ------------------- |
| 1 | «Спадкоємці Дракона» The Heirs of the Dragon     | Мігель Сапочник    | Раян Дж. Кондал             | 21 серпня 2022          | 9.986               |
| Дія відбувається за понад 170 років до народження Данерис Таргарієн. Старий король Джаегерис I Таргарієн скликає Велику раду, щоб обрати спадкоємця, бо обидва його сини мертві. Лорди Вестеросу вибирають старшого онука Джаегериса, принца Візеріса, замість його старшої онуки, принцеси Реніс. Через дев'ять років свого правління король Візеріс організовує турнір на честь вагітності королеви Емми Аррін, впевнений, що вона народить йому довгоочікуваного спадкоємця. Тим часом Мала рада нехтує попередженням лорда Корліса Веларіона про те, що Триархія, альянс вільних міст Ессоса, загрожує перепинити судноплавні шляхи Вестеросу. Правиця короля, сер Отто Гайтавер, критикує брата та спадкоємця Візеріса, принца Деймона, командира міської варти, за його жорстокість. На турнірі сер Крістон Коул, дорнійський лицар незнатного походження, перемагає Деймона, а Емма помирає під час пологів. Невдовзі помирає і новонароджений син Бейлон. Візеріс відмовляється від прохань ради призначити нового спадкоємця. Та коли сер Отто розкриває, що Деймон глузливо назвав Бейлона «Спадкоємцем на один день», обурений Візеріс виганяє Деймона з Королівської Гавані та призначає свою єдину живу дитину, принцесу Реніру, спадкоємицею Залізного трону. |                                                  |                    |                             |                         |                     |
| 2 | «Принц-пройдисвіт» The Rogue Prince              | Грег Яйтанес       | Раян Кондал                 | 28 серпня 2022          | 2.26                |
| Через шість місяців після того, як Реніру оголосили спадкоємицею, Деймон незаконно окуповує Драконовий Камінь за підтримки вірних йому охоронців міської варти. Коли принц-адмірал Крагас Драгар, відомий як Годувальник крабів, загрожує Крокуючим каменям за наказом Триархії, Реніра пропонує продемонструвати силу. Проте її думка відхиляється. Натомість їй відведено призначення нового лицаря королівської гвардії. Нехтуючи порадами інших, вона вибирає сера Крістона, єдиного лицаря з реальним бойовим досвідом. Дочка сера Отто, леді Алісента, приватно втішає Візеріса після смерті його дружини; вона радить йому та Ренірі обговорити його королівський обов'язок одружитися повторно. Лорд Корліс та його дружина, принцеса Реніс, пропонують Візерісу об'єднати їхні валірійські доми шляхом шлюбу з їхньою дванадцятирічною дочкою Лаєною. Тим часом Мала рада дізнається, що Деймон, який проголосив себе справжнім спадкоємцем, викрав яйце дракона і має намір одружитися зі своєю коханкою Місарією як другою дружиною. Сер Отто та невеликий загін пливуть до Драконового Каменя, щоб забрати яйце. Реніра слідує зі своїм драконом Сіраксом і змушує Деймона відмовитися від своїх заяв і повернути їй яйце. Візеріс оголошує, що він одружиться з леді Алісентою, чим розлючує лорда Корліса, який потім шукає Деймона, щоб запропонувати союз. |                                                  |                    |                             |                         |                     |
| 3 | «Другий від його імені» Second of His Name       | Грег Яйтанес       | Гейб Фонеска та Раян Кондал | 4 вересня 2022          | 1.75                |
| Минуло три роки, конфлікти в районі Крокуючих каменів загострилися. Лорд Корліс і принц Деймон борються з Годувальником крабів і його піратами без підтримки Корони, яка залишається нейтральною. Король Візеріс планує велике полювання, щоб відсвяткувати другий день народження Аегона, сина тепер уже королеви Алісенти. Реніра відчуває себе знехтуваною через увагу, яку король постійно приділяє її зведеному братові. Їхні стосунки ще більше погіршуються через те, що Візеріс наполягає аби Реніра вийшла заміж, щоб утворити міцний союз і захистити їхній рід. Один із залицяльників, лорд Джейсон Ланністер, дуже хоче одружитися з Ренірою, хоча вона не зацікавлена. Лорд Стронг рекомендує Ренірі вийти заміж за сера Лаенора Веларіона, сина лорда Корліса, щоб усунути розрив між їхніми домами. За порадою свого брата, Отто Гайтавер спонукає Алісенту переконати короля назвати Ейгона спадкоємцем, зміцнюючи тим владу та престиж Гайтаверів. Король також надсилає допомогу Деймону в Крокуючі камені. Візеріс поступається й каже, що Реніра може вільно обирати собі чоловіка. Тим часом лорд Корліс, його брат Ваемонд і Деймон у супроводі солдатів Дому Веларіон ведуть програшну битву проти воїнів Триархії. Сер Лаенор, верхи на своєму драконі Морському диму, вчасно прибуває та допомагає перемогти воїнів Триархії. Деймон виманює та вбиває Годувальника крабів. |                                                  |                    |                             |                         |                     |
| 4 | «Король Вузького моря» King of the Narrow Sea    | Клер Кілнер        | Іра Паркер                  | 11 вересня 2022         | 1.81                |
| Реніра їде до Штормового кінця, де зустрічає незліченну кількість залицяльників і відмовляє їм усім. Вона повертається до Королівської Гавані саме тоді, коли Деймон повертається на своєму драконі Караксі. Назвавшись «Королем Вузького Моря», Деймон присягає на вірність королю Візерісу і дарує йому свою корону. Коли возз'єднані брати влаштовують бенкет, королева Алісента зустрічається з Ренірою, котра сумує за їхньою дружбою. Пізно вночі Рейніра, переодягнувшись юнаком, вибирається з замку з Деймоном, щоб оглянути Королівську Гавань; вони випивають, відвідують непристойну виставу про королівську родину та відвідують бордель, де Деймон спокушає Реніру, але потім покидає її до того, як вони займуться сексом. Реніра згодом спокушає сера Крістона. Шпигун повідомляє серу Отто про нічну прогулянку Деймона та Реніри. Алісента підслуховує їх і приватно розпитує Реніру, яка заперечує секс з Деймоном. Король гнівається на Деймона, який усе підтверджує та пропонує видати Реніру за нього. Візеріс стверджує, що Деймон хоче узурпувати трон за допомогою шлюбу, а потім висилає свого брата. Щоб уникнути скандалу та зміцнити трон, Візеріс наказує Ренірі вийти заміж за сера Лаенора Веларіона. Візеріс звільняє сера Отто як свою Правицю після того, як Реніра стверджує, що Отто завжди маніпулював королем заради особистої вигоди. Король наказує великому мейстру Меллосу дати Ренірі зілля, що спричинить викидень, якщо вона встигла завагітніти від Деймона. |                                                  |                    |                             |                         |                     |
| 5 | «Ми освітлюємо шлях» We Light the Way            | Клер Кілнер        | Шармен Де Грате             | 18 вересня 2022         | 1.83                |
| У Долині Деймон вбиває свою дружину, леді Рею Ройс. Реніра та сер Леанор Веларіон заручаються, що пом'якшує ставлення лорда Корліса. Розуміючи, що Лаенор гомосексуал, Реніра пропонує все ж виконати свій обов'язок народити спадкоємців, а потім завести коханців; вона відхиляє бажання сера Крістона втекти разом. Перед тим, як покинути Королівську Гавань, сер Отто попереджає королеву Алісенту, що коли Реніра стане повноправною королевою, діти Алісенти будуть загрозою для Корони. Алісента розпитує сера Крістона про Рейніру та Деймона, дізнаючись, що Крістон був коханцем принцеси. Під час промови короля на святковому бенкеті Алісента навмисно входить до зали в зеленій сукні — сигнальному кольорі, що дає Дому Гайтаверів заклик до зброї. Сер Джерольд Ройс протистоїть Деймону, звинувачуючи в смерті Реї — його двоюрідної сестри. Деймон заперечує це і вимагає, щоб він успадкував майно дружини. Коханець Леанора, сер Джоффрі Лонмут, припускає, що Крістон є коханцем Реніри. Коли Джоффрі самовдоволено пропонує охороняти таємниці один одного, Крістон гнівається, сприймаючи його слова як погрозу, і жорстоко вбиває його, чим шокує Леанора та гостей. Рейніра та Лаенор одружуються того ж вечора; після церемонії Візеріс непритомніє. Тим часом Алісента не дає Крістону вчинити самогубство. |                                                  |                    |                             |                         |                     |
| 6 | «Принцеса і королева» The Princess and the Queen | Мігель Сапочник    | Сара Гесс                   | 25 вересня 2022         | 1.86                |
| Минуло 10 років, Реніра народжує свою третю дитину, яку сер Лаенор називає Джоффрі. Королева Алісента відзначає, що волосся немовляти, як і його братів Джекеріса і Люцеріса, коричневе, а не сріблясте, як це притаманно Таргарієнам. Вона тисне на Візеріса, щоб він оголосив їх бастардами без прав спадкоємства, але той відмовляє. Сер Крістон, тепер вірний Алісенті, підбурює сера Гарвіна. Алісента лає Ейгона за те, що він пожартував над його братом Емондом, а потім каже, що він повинен підготуватися до боротьби за трон. Деймон і Лаєна відвідують Ессос з дочками Баелою та Рейною, де принц Пентосу пропонує титул лорда в обмін на союз проти Триархії, яка повернула собі Східні Камені. Після важких пологів Лаена, не взмозі народити, наказує своєму дракону Вхагару спалити її. Щоб укласти мир, Реніра пропонує своєму синові Джакерісу одружитися з принцесою Геленою, донькою Алісенти. Сер Лайонел Стронг пропонує свою відставку з поста правиці короля через чутки про його сина Сера Гарвіна. Король Візеріс відмовляється, але дозволяє йому ненадовго помандрувати до Гарренгала з Гарвіном, який залишиться там. Емоційне прощання сера Гарвіна з Ренірою та її дітьми вказує, що він їхній батько. Алісента каже Ларісу Стронгу, синові Лайонела, що хотіла б, аби її батько все ще був правицею короля. У Гарренгалі сер Лайонел і Гарвін гинуть у пожежі, очевидно організованій Ларісом. Реніра, Леанор та їхні діти переселяються до Драконового Каменя.              |                                                  |                    |                             |                         |                     |
| 7 | «Дрифтмарк» Driftmark                            | Мігель Сапочник    | Кевін Лау                   | 2 жовтня 2022           | 1.88                |
| Король Візеріс і його придворні відвідують похорон Лаени в Дрифтмарку. Реніра та Деймон возз'єднуються та мають фізичну близькість. Візеріс не може помиритися з Деймоном. Принц Емонд вважає Вхагара своїм драконом, що спричиняє сварку з його двоюрідними братами та племінниками, під час якої Люцеріс вирізає Емонду око ножем. Бажаючи відплати, королева Алісента кидається на Люцеріса з валірійським кинджалом Візеріса, щоб виколоти око і йому. Реніра не дозволяє вчинити розправу, але сама отримує поранення. Після заяв про те, що діти Реніри — бастарди, Візеріс постановляє, що будь-хто, хто сумнівається в їхній законності, буде покараний. Правиця короля, Отто Гайтауер пізніше каже Алісенті, що вони переможуть, тоді як Реніра та Деймон об'єднаються проти Алісенти та її прихильників. Щоб продовжити справжній рід Веларіона, принцеса Реніс закликає лорда Корліса передати свій титул їхній онуці Баелі, стверджуючи, що діти, народжені Ренірою, не від Леанора. Сер Карл, як здається, вбиває Лаенора, а Реніс і Корліс вважають, що знайдене обгоріле тіло належить їхньому синові. Тим часом Деймон і Реніра потай одружуються за старою валірійською традицією, щоб продовжити чисту кровну лінію Таргарієнів. Як потім виявляється, Леанор інсценізував свою смерть і таємно втік із Дрифтмарка разом із сером Карлом. |                                                  |                    |                             |                         |                     |
| 8 | «Володар припливів» The Lord of the Tides        | Гіта Васант Патель | Ейлін Шим                   | 9 жовтня 2022           | 1.73                |
| Минуло ще шість років. Корліс Веларіон, лорд Дрифтмарку, важко поранений у битві в Степстоні. Його брат, сер Ваемонд, звертається до Королівської Гавані з проханням визнати його спадкоємцем Корліса замість сина Реніри, незаконно народженого Луцеріса. Реніра та Деймон повертаються до столиці, щоб захистити право Люцеріса на трон. Вони застають короля Візеріса паралізованим, спотвореним і психічно хворим. Королева Алісента та сер Отто Гайтауер фактично контролюють усі королівські справи. Алісента прикриває принца Ейгона, який ґвалтує служницю. Реніра пропонує два шлюби, щоб заручитися підтримкою принцеси Реніс. Вона також благає Візеріса захистити її спадкоємство, цитуючи сон Ейгона Завойовника про обіцяного принца. Сер Ваемонд подає позов до суду. Візеріс, ледве пересуваючись, заходить у тронний зал і оголошує Люцеріса спадкоємцем Дрифтмарка. Коли розлючений Ваемонд засуджує Реніру як блудницю, а її дітей — як бастардів, Деймон обезголовлює його. Під час застілля сім'я намагається залагодити розбіжності. Та після того, як Візеріс покидає палац, Емонд натяками ображає трьох старших синів Реніри, провокуючи бійку. Візеріс, близький до смерті, бурмоче частини сну Ейгона Завойовника, який, на думку Алісенти, стосується їхнього сина Ейгона. Фрейліна Алісенти, Тайла, таємно надає інформацію колишній коханці Деймона, Місарії. |                                                  |                    |                             |                         |                     |
| 9 | «Зелена рада» The Green Council                  | Клер Кілнер        | Сара Гесс                   | 16 жовтня 2022          | 1.56                |
| Після смерті Візеріса Мала Рада планує коронувати принца Ейгона. Сер Крістон вбиває лорда Бісбері, який протестує проти узурпації Алісенти. Лорд-командувач Королівської гвардії Гаррольд Вестерлінг подає у відставку. Сер Отто зволікає з оголошенням про смерть Візеріса, щоб зміцнити позиції ради, і примушує лордів палат до вірності. Принцеса Рейніс, яка відмовилася підтримати Ейгона, потрапляє в полон. Отто наказує братам-королівським гвардійцям серу Ерріку та серу Арріку Каргіллу шукати Ейгона в Королівській Гавані, а Алісента відправляє туди Крістона та принца Еймонда. Місарія, можливо, Білий Хробак, розповідає Отто, де ховається Ейгон. Каргілли знаходять Ейгона всередині Великого Септу, але Крістон і Аемонд забирають його. Лорд Ларіс попереджає Алісенту, що шпигуни Місарії, включаючи Талію, перебувають у Червоній Твердині; Алісента схвалює, щоб Ларіс спалив будинок Місарії. Ейгон опирається тому, щоб стати королем, але Алісента переконує його в протилежному. Тим часом жителів Королівської Гавані зганяють до Драконячої ями, де Отто оголошує про смерть Візериса і коронує Ейгона королем. Після того, як Еррік звільняє Рейніс, вона потрапляє в підземелля Драконячої ями. Осідлавши свого дракона Меліса, вона проникає до зали, спричиняючи спустошення і стикаючись з королівськими узурпаторами; пощадивши їх, вона відлітає на спині дракона. |                                                  |                    |                             |                         |                     |
| 10 | «Чорна королева» The Black Queen                 | Грег Яйтанес       | Раян Кондал                 | 23 жовтня 2022          | 1.85                |
| У Драконовому камені принцеса Рейніс оголошує про смерть короля Візеріса та зраду принца Ейгона, що узурпував трон. Вражена Рейніра передчасно народжує мертву дитину. Деймон, вважаючи, що Візеріс був убитий, закликає до війни. Сер Еррік приносить корону Візеріса, вірні Рейнірі люди визнають її законною королевою. Сер Отто прибуває в Драконовий камінь, щоб повідомити волю Ейгона помилувати Реніру та її дітей; вона не дає Деймону вбити Отто і обіцяє сказати свою відповідь наступного дня. Деймон розгніваний цим, хоча королева пояснює своє рішення утриматися від війни віщим сном Ейгона Завойовника про «пісню льоду та полум'я», що станеться в майбутньому. Реніс переконує лорда Корліса присягнути на вірність «чорній» фракції Рейніри; Деймону бракує військ для оборони Драконового каменю, але він планує надолужити це драконами. Тому він пробуджує великого дракона піснею. Принци Джакеріс і Люцеріс стають посланцями, щоб заручитися підтримкою Домів Аррінів, Старків і Баратеонів. Люцеріс зустрічається з лордом Борросом Баратеоном. Там Емонд вимагає від Люцеріса ока як відплату за втрату свого. Люцеріс тікає на своєму драконі Арраксі, але Емонд переслідує його на набагато більшому Вхагарі. Дракони не слухаються своїх вершників серед грозових хмар. Арракс дихає вогнем на Вхагара, та потім Вхагар несподівано розриває Арракса. Деймон згодом повідомляє Рейнірі про смерть Люцеріса.                                                                  |                                                  |                    |                             |                         |                     |

## Сприйняття

### Критики
На агрегаторі рецензій Rotten Tomatoes серіал отримав рейтинг схвалення 85 % із середньою оцінкою 7,8/10 на основі 684 рецензій. На Metacritic, який використовує середньозважену оцінку, серіал отримав 68 балів зі 100 на основі 41 рецензії критиків, що вказує на «загалом схвальні відгуки».
Як писала Ребекка Ніколсон у «The Guardian», серіал приносить трохи менше задоволення, ніж оригінальна «Гра престолів», але продемонстрований світ насичений і має чітке наративне спрямування. Хоча в ньому є «стрибки» через кілька років, вони реалізовані як органічна частина сюжету, що відкриває простір для важливих подій. «Світ Джорджа Р. Р. Мартіна повертається на наші екрани з цілковитою впевненістю та жвавістю».
Чарльз Пуліам-Мур із «The Verge» писав, що серіал дуже прагне наслідувати «Гру престолів» і це здебільшого вдається, проте йому бракує самобутності. Тому «наразі „Дім Дракона“ — це ще одна наджорстока історія про мечі та чаклунство, які ви, безсумнівно, чули раніше».
Гелен О'Гара в «IGN» зазначила, що «Минуло три роки відтоді, як закінчилася „Гра престолів“, і п'ять років відтоді, як її фанати почали гірко скаржитися на останні сезони. Таким чином, спін-оф „Дім дракона“ викликає менше ажіотажу, ніж колись, але справді може відновити наше захоплення Вестеросом». Прем'єра «Дому Дракона» виглядає дуже близькою до свого попередника за тоном і змістом, але відразу починає боротьбу за владу навколо короля та яскравих нових персонажів, які змагаються за владу.

### Глядачі
Наступного дня після прем'єри серіалу HBO стверджує, що епізод переглянули приблизно 9,99 мільйона глядачів у США за першу ніч, коли епізод став доступний. Це зробило «Дім Дракона» найпопулярнішою прем'єрою за всю історію HBO.
Розмір аудиторії під час прем'єри шоу спричинив збій HBO Max для деяких користувачів, особливо тих, хто використовує пристрої Amazon Fire TV. Downdetector повідомив про 3700 випадків, коли програма не відповідала. Також надходили повідомлення про проблеми з трансляцією на канадському партнерському сервісі Crave.

### Нагороди
| Рік  | Нагорода        | Категорія                                                                              | Номінант      | Результат    | Прим.  |
| ---- | --------------- | -------------------------------------------------------------------------------------- | ------------- | ------------ | ------ |
| 2022 | Золотий трейлер | Найкраща драма для телевізійного/потокового серіалу (трейлер/тизер/телевізійний ролик) | «Дім Дракона» | Перемога     | [ 30 ] |
| 2022 | Вибір народ     | Улюблений серіал 2022 року                                                             | «Дім Дракона» | В очікуванні | [ 31 ] |
| 2022 | Вибір народ     | Улюблений науково-фантастичне/фентезійне шоу 2022 року                                 | «Дім Дракона» | В очікуванні | [ 31 ] |